# Васильківська центральна районна бібліотека
У 1931 році відкрила двері бібліотека в місті Василькові. Бібліотека займала дві кімнати у старому будинку культури. У роки війни фонд бібліотеки були розграбовані та знищені. У повоєнні роки фонд був поповнений шляхом книг, дарованих жителями міста.
Десятки років бібліотека не мала свого приміщення і лише у 1975 році бібліотеці надали приміщення у новому будинку культури. Книжковий фонд бібліотеки налічував понад двадцять тисяч примірників книг; 580 читачів. У 1976 році була створена централізована бібліотечна система, яка об'єднувала 52 бібліотеки району.
До послуг читачів районної бібліотеки: абонемент, читальний зал, відділ обслуговування юнаків, довідково-інформаційний кабінет, дитяча бібліотека.
Районна бібліотека була методичним центром для сільських бібліотек-філіалів.
У 1995 році відбулася реорганізація ЦБС на міську ЦБС і районну ЦБС. Міська ЦБС існує і досі.
У 2005 році відбулася децентралізація районної ЦБС, створена центральна районна бібліотека, але функції методичного центра для сільських бібліотек залишили за ЦРБ.